# Coppa della Malaysia 2023
La Coppa della Malaysia 2023, denominata TM Piala Malaysia 2023 per ragioni di sponsorizzazione, è la 97ª edizione della coppa nazionale malesiana, iniziata il 3 agosto 2023 e terminata il 9 dicembre.
Il Johor Darul Ta'zim è il campione in carica.

## Formula
Alla coppa partecipano le prime 14 squadre della Malaysia Super League 2023 e le prime due classificate della Malaysia M3 League 2023. La competizione si struttura con un torneo ad eliminazione diretta con partite di andata e ritorno, eccezion fatta per la finale che viene giocata in gara secca.
Per questa edizione del torneo, la determinazione delle teste di serie è effettuata in base alla classifica del campionato dopo 13 giornate: le prime 8 della Super League sono qualificate come teste di serie, mentre le altre 6 squadre di Super League e le prime 2 della M3 League sono considerate non teste di serie.

## Calendario
| Turno            | Andata             | Ritorno         |
| ---------------- | ------------------ | --------------- |
| Ottavi di Finale | 3-5 agosto         | 18-20 agosto    |
| Quarti di finale | 13-15-17 settembre | 23-25 settembre |
| Semifinali       | 20-21 ottobre      | 3-5 novembre    |
| Finale           | 9 dicembre 2023    | 9 dicembre 2023 |

## Ottavi di finale
| Squadra 1    | Totale | Squadra 2          | Andata | Ritorno |
| ------------ | ------ | ------------------ | ------ | ------- |
| Perak        | 4 – 3  | Kedah              | 3 – 1  | 1 – 2   |
| Penang       | 0 – 5  | Kuala Lumpur       | 0 – 4  | 0 – 1   |
| Polis DRM    | 3 – 5  | Selangor           | 1 – 4  | 2 – 1   |
| Kelantan     | 1 – 15 | Johor Darul Ta'zim | 1 – 5  | 0 – 10  |
| KL Rovers    | 0 – 7  | Terengganu         | 0 – 4  | 0 – 3   |
| Harini       | 2 – 5  | Sri Pahang         | 2 – 3  | 0 – 2   |
| Kelantan     | 2 – 5  | Negeri Sembilan    | 0 – 1  | 2 – 4   |
| Kuching City | 1 – 4  | Sabah              | 0 – 3  | 1 – 1   |

## Quarti di finale
| Squadra 1       | Totale | Squadra 2          | Andata | Ritorno |
| --------------- | ------ | ------------------ | ------ | ------- |
| Negeri Sembilan | 1 – 7  | Johor Darul Ta'zim | 0 – 3  | 1 – 4   |
| Sabah           | 2 – 3  | Perak              | 2 – 2  | 0 – 1   |
| Terengganu      | 3 – 1  | Selangor           | 2 – 0  | 1 – 1   |
| Kuala Lumpur    | 2 – 1  | Sri Pahang         | 1 – 0  | 1 – 1   |

## Semifinali
Le gare di andata si sono giocate il 19 e il 21 ottobre, mentre quelle di ritorno il 2 e il 3 novembre 2023.
| Squadra 1    | Totale | Squadra 2          | Andata | Ritorno |
| ------------ | ------ | ------------------ | ------ | ------- |
| Perak        | 1 – 12 | Johor Darul Ta'zim | 1 – 4  | 1 – 8   |
| Kuala Lumpur | 2 – 4  | Terengganu         | 1 – 2  | 1 – 2   |

## Finale
| Arbitro: | S. Logeswaran |

|                                                     |           |                  |
| Bergson 8’ (rig.) Feroz 73’ Arif Aiman 90+4’ (rig.) | Marcatori | 21’ (rig.) Mamut |

## Classifica Marcatori
| Gol |  |  | Giocatore          | Squadra            |
| --- |  |  | ------------------ | ------------------ |
| 11  |  |  | Bergson            | Johor Darul Ta'zim |
| 9   |  |  | Ivan Mamut         | Terengganu         |
| 5   |  |  | Arif Aiman         | Johor Darul Ta'zim |
| 5   |  |  | Heberty            | Johor Darul Ta'zim |
| 4   |  |  | Kipré Tchétché     | Kuala Lumpur       |
| 4   |  |  | Romel Morales      | Kuala Lumpur       |
| 3   |  |  | Luciano Guaycochea | Perak              |
| 3   |  |  | Ramon Machado      | Sabah              |